# Witoldów (powiat kutnowski)
Witoldów – wieś sołecka w Polsce położona w województwie łódzkim, w powiecie kutnowskim, w gminie Łanięta.
W latach 1975–1998 miejscowość należała administracyjnie do województwa płockiego.